# 圣地亚哥513航班事件

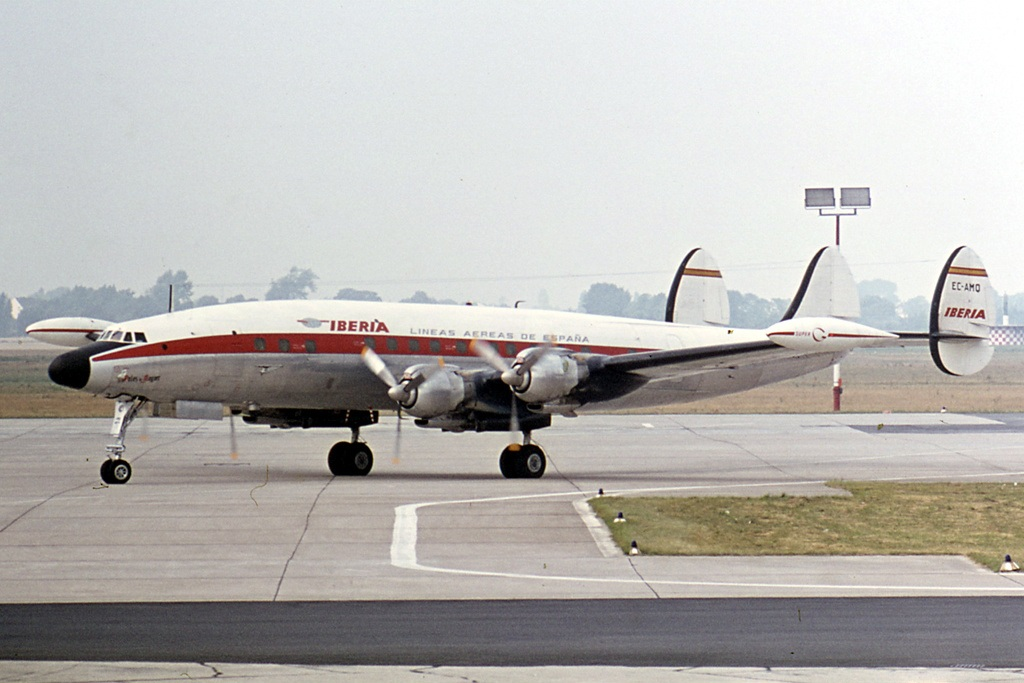
在事件中被称为“失事飞机”的洛克希德星座。

圣地亚哥513航班事件是指由美国小报《世界新闻周报》、日本神秘学杂志《ムー》和2001年9月播出的TBS系列综艺节目《USO!?ジャパン》等媒体报道的一架失踪35年的飞机，突然载着满是乘客骨骸遗体出现的事件。
由于没有对此事件任何可靠的证据，并且质疑和反证较多，所以被认为是由媒体传播的没有事实依据的虚构事件。

## 概要
事件的起源是由美国小报《世界新闻周报》在1989年11月14日的报纸中第十五页报道了此事件:
1989年10月12日，一架洛克希德星座未经航空地面塔台许可，降落在巴西阿雷格里港机场。经地面人员调查飞机内部后，发现包括乘客和机组人员在内的92人全部呈现白骨状态。经检查飞行记录仪，发现该客机是1954年9月4日从西德亚琛机场飞往阿雷格里机场的途中失踪的圣地亚哥513航班。
1990年3月版的日本神秘学杂志《ムー》和2001年9月播出的TBS系列综艺节目《USO!?ジャパン》也对此事件进行了介绍。这些媒体报道称，消失在百慕达三角的飞机突然重现，出现了所谓的“逆百慕达三角现象”。

## 质疑和举证
至今为止，也没有关于对此事件的物证，也没有与这一事件相符的事件。因此，这一事件可能本身就是《世界新闻周报》杜撰的假新闻。《世界新闻周报》的主要报道内容是基于各种真实事件的改编或恶搞，而《世界新闻周报》本身也是一个主要讲述关于超自然现象和虚构讽刺笑话的小报。以下是对该事件对质疑和举证：
- 《世界新闻周报》在报道中提到的圣地亚哥航空（Santiago Airlines）早在1956年就已经停业，而且圣地牙哥航空这家公司也并不存在于国际民航组织（ICAO）的登记记录中。[2]因此，从西德亚琛飞往巴西阿雷格里的这条航线也根本不会存在。
- 德国并没有亚琛机场，但是有一个以亚琛名字命名的亚琛-梅尔茨布鲁克（Flugplatz Aachen-Merzbrück）的小型机场。但该机场不存在民航航班，也更不存在飞往巴西的国际航班。因此，极有可能是报刊使用邻国荷兰的以英文名字命名的“马斯特里赫特-亚琛机场”来混淆，但如果是这样，就等于飞机是从荷兰出发，这就跟报道中所描述的航线产生了矛盾。此外，巴西阿雷格里港也不存在所谓的阿雷格里港机场，位于阿雷格里港的是小萨尔加多国际机场。
- 根据美国非营利组织“ Flight Safety Foundation”的网站航空安全网的飞行事故记录中，并没有查询到发生在1954年9月4日和1989年10月12日的事故记录。[3]
- 《世界新闻周报》在1992年5月26日报道了一个类似的事件，即一架编号为DC-3348的航班从里约热内卢起飞至哈瓦那途中失踪，在53年后的1992年载着36名呈白骨化的乘客，在哥伦比亚波哥大的机场着陆。而在1994年7月5日的报道中又再次提及了只是着陆时间不同而已的内容完全相同的事件。但据悉，1939年当时根本没有从里约热内卢直达哈瓦那的航班。Aviation Safety Network的飞行事故表中也没有对这起事故的记录。[3]
- 《世界新闻周报》在1989年7月11日版中的报道称，1942年12月5日在苏联上空失踪的前德军上尉克劳斯 · 齐格特在46年后的1989年6月5日在明斯克着陆。该事故的记录也不存在于Aviation Safety Network的飞行事故表中。[3]
- 通过使用自动驾驶成功着陆是在1966年。因此，1954年时的客机上并没有可以装备自动驾驶系统。此外，它也不能适应后来开发建设的机场设施。一般来说，起飞后的3分钟和着陆前的8分钟，是空难集中的时间，这个时间段被称为“关键的11分钟（Critical 11 Minutes）” ，这通常需要飞行员对飞机进行手动控制。因此，如果驾驶员是一具白骨，就不可能完成正常的手动着陆操作。
- 霍克薛利三叉戟型（Hawker Sidley Trident）是第一架带有自动着陆装置的客机，于1964年开始服役。因此，在此之前服役的洛克希德星座并没有装备自动着陆装置，而飞行记录仪也是在同时期开始装备的。
- 巴西报纸和其他媒体，例如阿雷格里发行的Zero Hora报刊，都没有对此事件的报道。

## 参阅
- 航空事故
- 商业客机事故列表
- 都市传说
- 都市传说列表
- 谣言